# مسیر دوچرخه

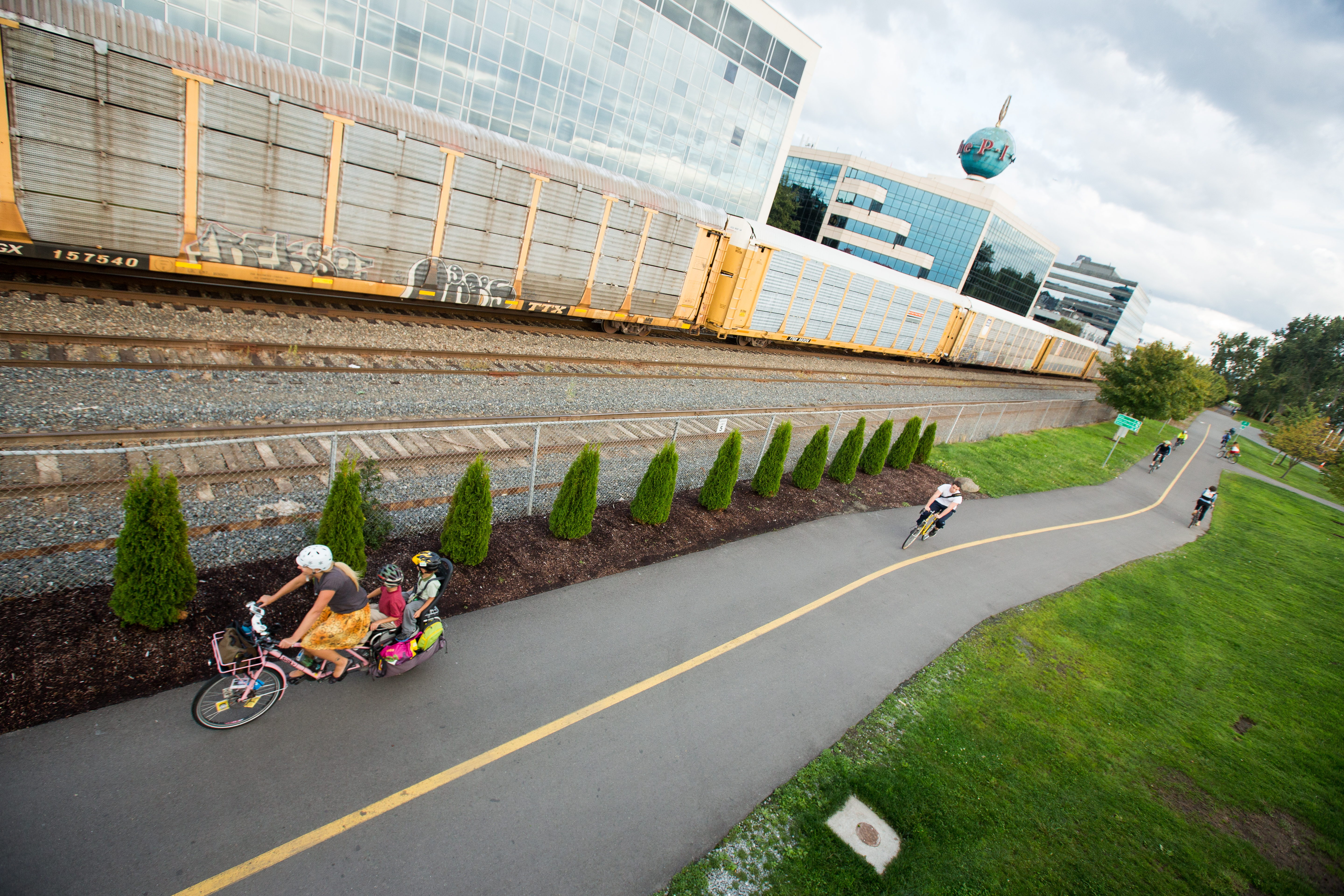
مسیر دوچرخه خلیج الیوت در سیاتل، واشینگتن، ایالات متحده آمریکا.

مسیر دوچرخه یا مسیر دوچرخه‌سواری، گونه‌ای از زیرساخت دوچرخه‌سواری است که از ترافیک موتوری جدا و به دوچرخه‌سواری اختصاص داده شده. یا با عابران پیاده یا سایر استفاده‌های غیر موتوری مشترک است. در ایالات متحده، یک مسیر دوچرخه‌سواری گاهی مسیرهای استفاده مشترک را نیز در بر می‌گیرد.

## مسیرهای دوچرخه سواری با حق عبور مستقل
مسیرهای دوچرخه سواری که از حق تقدم مستقل پیروی می‌کنند اغلب برای ترویج دوچرخه سواری تفریحی استفاده می‌شوند. در کشورهای اروپای شمالی، گردشگری دوچرخه‌سواری بخش قابل‌توجهی از کل فعالیت‌های گردشگری را تشکیل می‌دهد. شبکه‌های گسترده مسیر دوچرخه بین شهری را می‌توان در کشورهایی مانند دانمارک یا هلند یافت که از سال ۱۹۹۳ دارای سیستم ملی مسیرهای دوچرخه‌سواری هستند. این شبکه‌ها ممکن است از مسیرهایی استفاده کنند که منحصراً به ترافیک دوچرخه یا جاده‌های روستایی کوچک اختصاص داده شده است که استفاده از آنها به تردد دوچرخه و ماشین‌های محلی و کشاورزی محدود می‌شود.

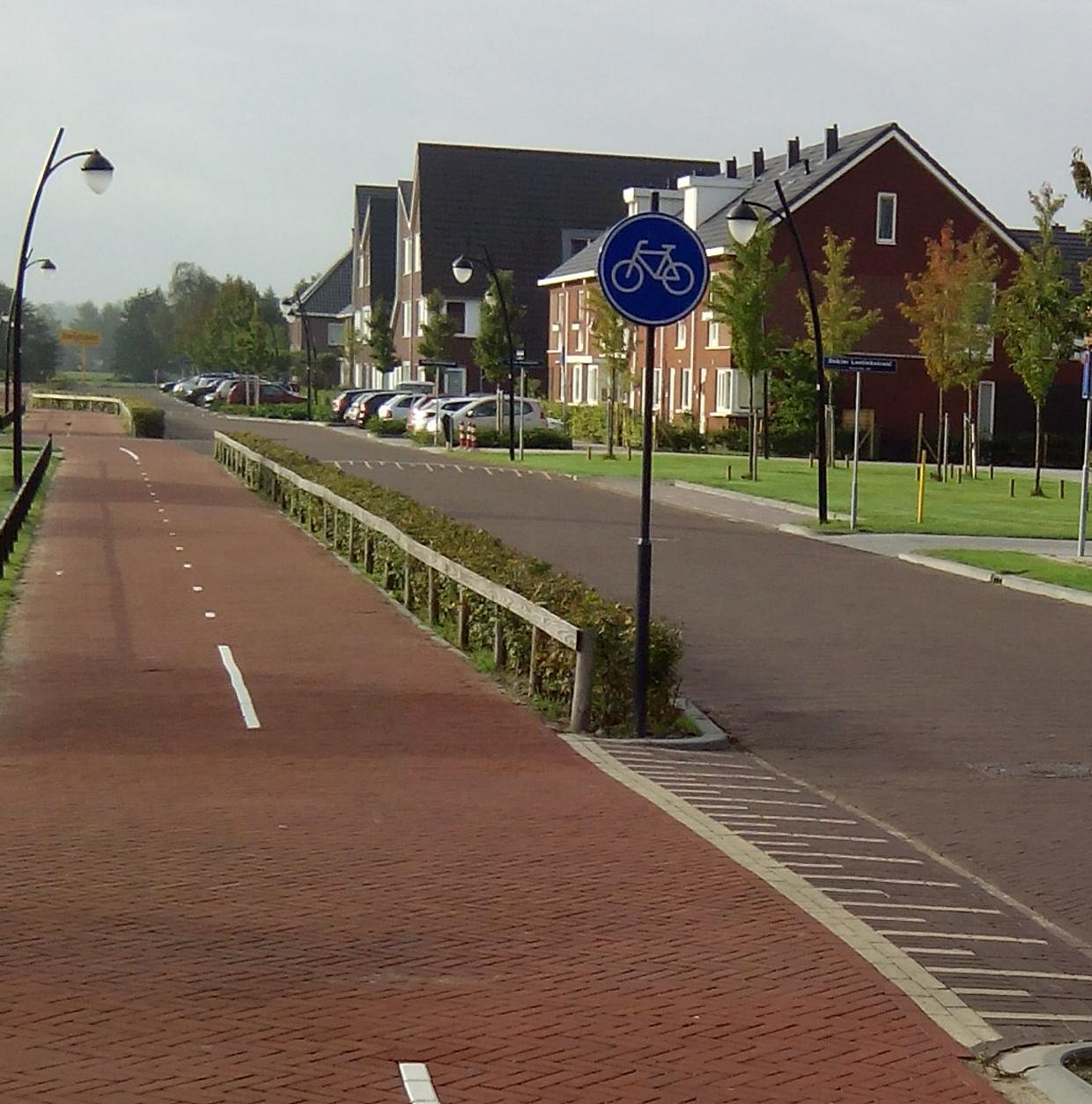
این Fietspad یا مسیر دوچرخه در هلند است که خانه‌ها را با خیال راحت به هم متصل می‌کند.

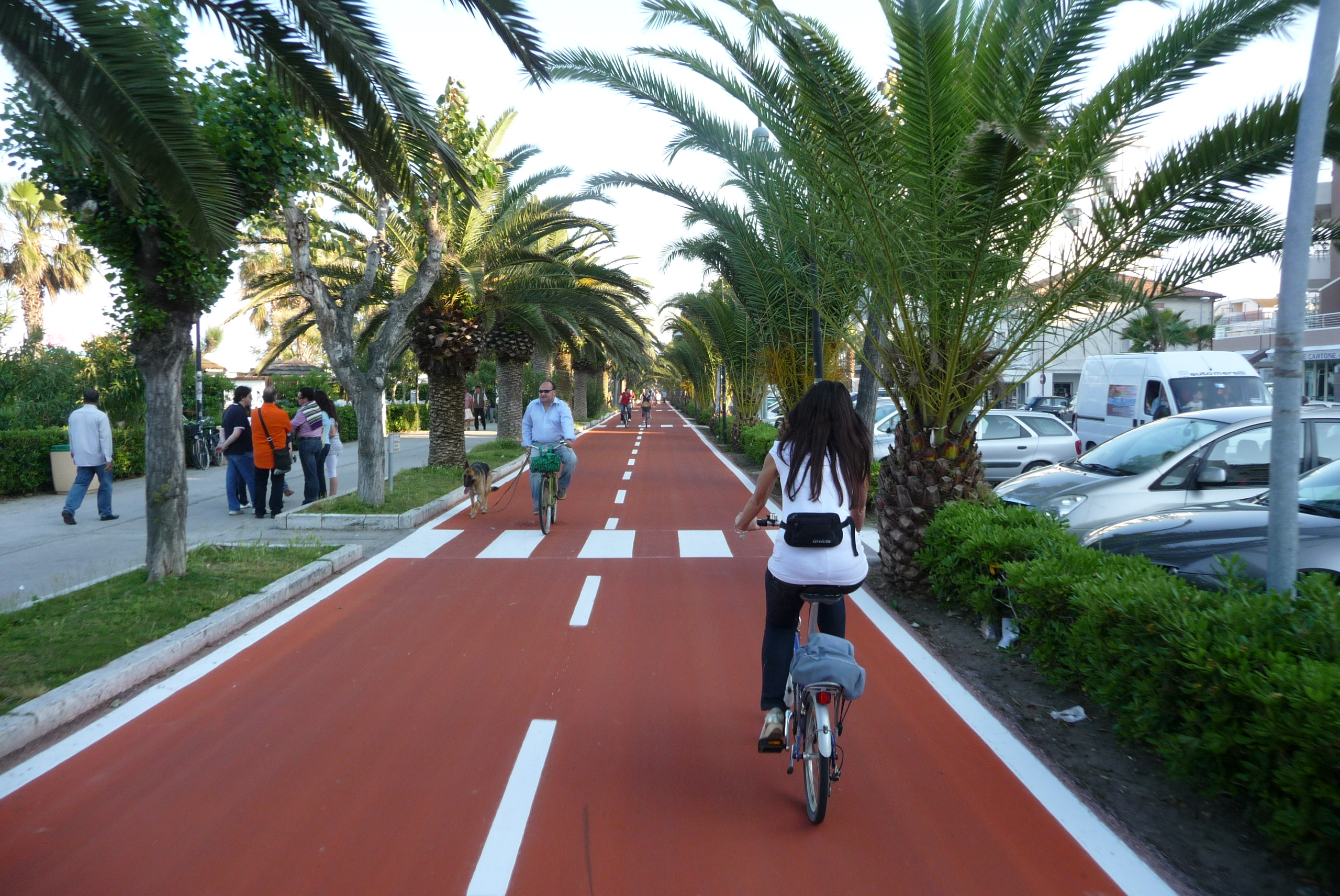
بخشی از سیکلویا آدریاتیکا، در ایتالیا

فیستپد (به هلندی: Fietspad) یا مسیر دوچرخه در هلند به برای اتصال مغازه‌ها، مسکن، ایستگاه‌ها، مدارس، محل‌های کار برای دوچرخه‌سواری روزمره ساخته شده است و مبتنی بر تلاش برای افزایش دوچرخه سواری است. در کشورهایی مانند دانمارک، هلند و آلمان، سطوح بالای دوچرخه‌سواری کاربردی فراتر از استفاده تفریحیست و به‌عنوان مثال ۹ درصد از کل عبور و مرورهای خرید در آلمان با دوچرخه است.

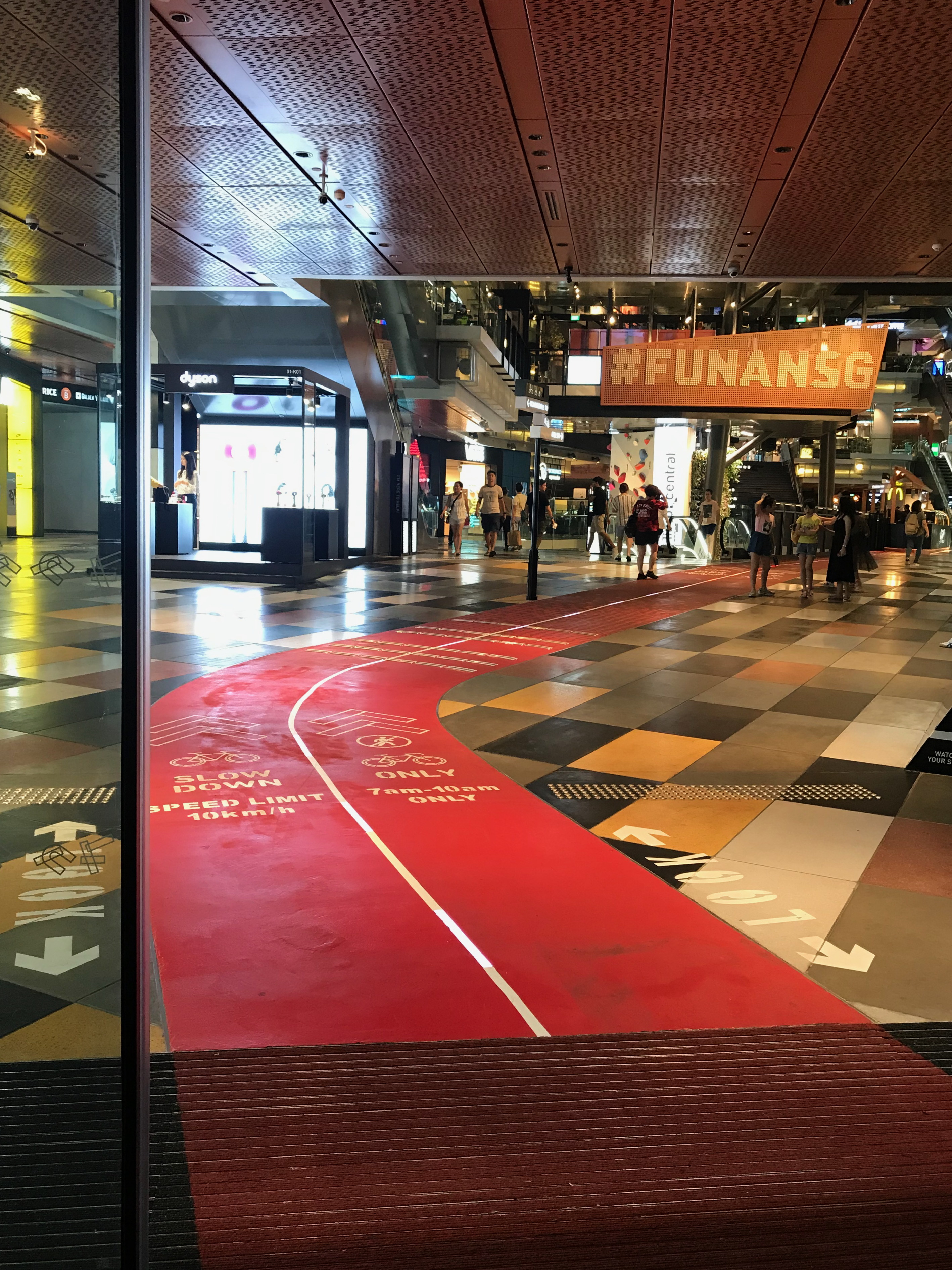
در مرکز خرید فونان در سنگاپور، مسیر دوچرخه سواری از فضای باز به فضای سرپوشیده تغییر می‌کند.

اگرچه غیرمعمول است، اما برای اتصال مردم به مکان‌ها، مسیرهای دوچرخه‌سواری ممکن است به فضاهای داخلی کشیده شوند. یک مثال مسیر دوچرخه سرپوشیده در مرکز خرید فونان در سنگاپور است که از یک مسیر دوچرخه سواری و پیاده‌روی مشترک برای ورود به ساختمان استفاده می‌کند.